# Zezé Moreira
Alfredo Moreira Júnior, más conocido como Zezé Moreira (Miracema, 16 de octubre de 1917-Río de Janeiro, 10 de abril de 1998), fue un entrenador brasileño de fútbol. Fue entrenador de la Selección de fútbol de Brasil desde 1952 hasta 1955 (incluido el Mundial de 1954). Obtuvo la Copa Libertadores de América con el Cruzeiro. Además, dirigió otros tantos prestigiosos clubes de Brasil, y al Nacional de Uruguay llevando a este a disputar su primera final de Copa Libertadores de América en 1964 perdiendo el título ante Independiente. 
Era hermano de Aymoré Moreira y de Ayrton Moreira, también reconocidos entrenadores de fútbol.

## Trayectoria
Zezé Moreira fue futbolista de los equipos de Sport Recife, Palestra Itália, Flamengo y Botafogo.

## Palmarés

### Torneos regionales
| Título               | Equipo        | Estado                     | Año  |
| -------------------- | ------------- | -------------------------- | ---- |
| Campeonato Carioca   | Botafogo      | Río de Janeiro             | 1948 |
| Campeonato Carioca   | Fluminense    | Río de Janeiro             | 1951 |
| Campeonato Carioca   | Fluminense    | Río de Janeiro             | 1959 |
| Torneo Río-São Paulo | Fluminense    | Río de Janeiro - San Pablo | 1960 |
| Taça Guanabara       | Vasco da Gama | Río de Janeiro             | 1965 |
| Campeonato Paulista  | São Paulo     | San Pablo                  | 1970 |
| Campeonato Baiano    | Bahía         | Bahía                      | 1978 |
| Campeonato Baiano    | Bahía         | Bahía                      | 1979 |

### Torneos nacionales
| Título                        | Equipo                    | País    | Año  |
| ----------------------------- | ------------------------- | ------- | ---- |
| Campeonato Uruguayo de Fútbol | Club Nacional de Football | Uruguay | 1963 |
| Campeonato Uruguayo de Fútbol | Club Nacional de Football | Uruguay | 1969 |

### Torneos internacionales
| Título                       | Equipo                 | Sede     | Año  |
| ---------------------------- | ---------------------- | -------- | ---- |
| Campeonato Panamericano      | Selección de Brasil    | Santiago | 1952 |
| Copa Libertadores de América | Cruzeiro Esporte Clube | Santiago | 1976 |